# Adolf Panczakiewicz
Adolf Panczakiewicz (ur. 10 czerwca 1885 w Nowym Targu, zm. 16 maja 1958 w Krakowie) – major saperów Wojska Polskiego, działacz niepodległościowy, kawaler Orderu Virtuti Militari.

## Życiorys
Urodził się 10 czerwca 1885 w Nowym Targu, ówczesnym mieście powiatowym Królestwa Galicji i Lodomerii, w rodzinie Leona i Marii z Pawluśkiewiczów. Szkołę średnią ukończył w Krakowie, a w 1914 studia w c. k. Szkole Politechnicznej we Lwowie. W czerwcu tego roku został członkiem Polskich Drużyn Strzeleckich.
6 sierpnia 1914 wstąpił do Legionów Polskich. Walczył w szeregach 5 pułku piechoty. W maju 1915, w stopniu sierżanta, był podoficerem rachunkowym w II batalionie tego pułku. 1 stycznia 1917 został mianowany chorążym. Po kryzysie przysięgowym (lipiec 1917) został wcielony do armii austro-węgierskiej.
Od 5 do 22 listopada 1918 wziął udział w obronie Lwowa, w walkach na I odcinku (Dom Techników – Seminarium). Później dołączył do odtworzonego 5 pułku piechoty Legionów i uczestniczył w jego bojach jako dowódca kompanii technicznej. Wyróżnił się 13 grudnia 1918 w wypadzie 10 kompanii, plutonu saperów pułkowych i legii oficerskiej na Janów. Szczególnie odznaczył się 10 lipca 1919 w wypadzie dwubatalionowej grupy kapitana Bernarda Monda (I/1 pp Leg. i II/5 pp Leg.) na tyły bolszewików za Dzisnę do Dukszt. Za ten czyn 12 września 1921 podpułkownik Stanisław Skwarczyński sporządził wniosek na odznaczenie go orderem „Virtuti Militari”. 9 grudnia 1919 został formalnie przyjęty do Wojska Polskiego z byłych Legionów Polskich z zatwierdzeniem posiadanego stopnia porucznika z dniem 1 grudnia 1919. 14 października 1920 został zatwierdzony z dniem 1 kwietnia 1920 w stopniu kapitana, w piechocie, w grupie oficerów byłych Legionów Polskich. W lutym 1922 został zdemobilizowany i przydzielony w rezerwie do 5 pp Leg.
W październiku 1922 został przeniesiony z korpusu oficerów piechoty do korpusu oficerów inżynierii i saperów z równoczesnym powołaniem do czynnej służby, wcieleniem do 3 pułku saperów w Wilnie i przydziałem do Szefostwa Inżynierii i Saperów Dowództwa Okręgu Korpusu Nr III w Grodnie na stanowisko referenta budowlanego. 8 stycznia 1924 został zatwierdzony w stopniu kapitana ze starszeństwem z 1 czerwca 1919 i 52. lokatą w korpusie oficerów rezerwy inżynierii i saperów. 15 maja 1925 został przemianowany z dniem 1 maja 1925 na oficera zawodowego w korpusie oficerów inżynierii i saperów w stopniu kapitana ze starszeństwem z 1 lipca 1919 i 2,5 lokatą. 31 grudnia 1925 został przeniesiony do kadry oficerów saperów przy Departamencie V Wojsk Technicznych Ministerstwa Spraw Wojskowych z jednoczesnym przydziałem do Szefostwa Budownictwa Okręgu Korpusu Nr III na stanowisko referenta budowlanego. 18 lutego 1928 prezydent RP nadał mu z dniem 1 stycznia 1928 stopień majora w korpusie oficerów inżynierii i saperów i 36. lokatą. W marcu 1931 został przesunięty w 3 Okręgowym Szefostwie Budownictwa ze stanowiska referenta budownictwa na stanowisko zastępcy szefa, a w sierpniu tego roku na stanowisko kierownika okręgowego urzędu budownictwa. Z dniem 31 marca 1932 został przeniesiony w stan spoczynku. Po zakończeniu służby wojskowej został zatrudniony w 3 Okręgowym Szefostwie Budownictwa na poprzednio zajmowanym stanowisku w charakterze urzędnika kontraktowego. Obowiązki zawodowe łączył z pracą społeczną na terenie Grodna w Związku Legionistów Polskich i Związku Strzeleckim jako prezes oraz w Związku Obrońców Kresów Wschodnich i Towarzystwie Przyjaciół Związku Strzeleckiego. W 1934, jako oficer stanu spoczynku pozostawał w ewidencji Powiatowej Komendy Uzupełnień Grodno. Posiadał przydział do Oficerskiej Kadry Okręgowej Nr III. Był wówczas „przewidziany do użycia w czasie wojny”.
Zmarł 16 maja 1958 w Krakowie i został pochowany na cmentarzu Salwatorskim (sektor SC7, rząd 9, grób 17).
Był żonaty z Władysławą z Hellwigów (1895–1966), z którą miał dwóch synów: Andrzeja (ur. 1921) i Adama (ur. 1928).

## Ordery i odznaczenia
- Krzyż Srebrny Orderu Wojskowego Virtuti Militari nr 4756 (1921)[28][1][29]
- Krzyż Niepodległości – 13 kwietnia 1931 „za pracę w dziele odzyskania niepodległości”[30][31]
- Krzyż Walecznych trzykrotnie[1] (po raz czwarty „za udział w b. Legionach Polskich w 5 pp Leg.”[32])
- Medal Pamiątkowy za Wojnę 1918–1921[1]
- Medal Dziesięciolecia Odzyskanej Niepodległości[1]
- łotewski Medal Pamiątkowy 1918-1928 – 12 grudnia 1929[33][1]